# Paepalanthus costaricensis
Paepalanthus costaricensis là một loài thực vật có hoa trong họ Eriocaulaceae. Loài này được Moldenke ex Standl. mô tả khoa học đầu tiên năm 1937.